# 拉涅里·馬齐利
帕斯库亚尔·拉涅里·马齐利（葡萄牙語：Pascoal Ranieri Mazzilli，葡萄牙語發音：[pasˈkwaw ʁaniˈɛɾi maˈzili]，1910年4月27日—1975年4月21日），巴西政治家。於1961年及1964年先後兩次成為巴西總統。他從政以前，曾經為陶巴特一名收稅員，後來成為新聞工作者。他於1950年代開始從政，1958年成為巴西國會下議院議長，直至1965年。
他於任內期間先後兩次擔任總統。第一次在1961年，由於總統雅尼奧·夸德羅斯突然於8月25日請辭，而當時為副總統的若昂·古拉特同時在中國進行國事訪問，故由馬齐利代任總統兩星期至9月7日。而第二次則在1964年，因此接任總統逾兩年半的古拉特於4月1日在軍事政變中被推翻，所以由他再次出任總統，但短短十三日後被迫將權力移交給軍政府，復任下議院議長，巴西軍事獨裁時期正式開始。1975年因病在家鄉去世。
| 官衔                   | 官衔            | 官衔                   |
| ---------------------- | --------------- | ---------------------- |
| 前任： 雅尼奧·奎德羅斯 | 巴西總統 1961年 | 繼任： 若昂·古拉特     |
| 前任： 若昂·古拉特     | 巴西總統 1964年 | 繼任： 卡斯特略·布朗庫 |